# Transjön (Hjortsberga socken, Småland)
Transjön är en våtmark med några mindre vattenspeglar, tidigare sjö i Alvesta kommun i Småland och ingår i Mörrumsåns huvudavrinningsområde. Sjön har en area på 0,0906 kvadratkilometer och ligger 162,9 meter över havet.

## Delavrinningsområde
Transjön ingår i det delavrinningsområde (631378-142253) som SMHI kallar för Mynnar i Lekarydsån. Medelhöjden är 184 meter över havet och ytan är 74,02 kvadratkilometer. Det finns inga avrinningsområden uppströms utan avrinningsområdet är högsta punkten. Tvärån som avvattnar avrinningsområdet har biflödesordning 3, vilket innebär att vattnet flödar genom totalt 3 vattendrag innan det når havet efter 99 kilometer. Avrinningsområdet består mestadels av skog (67 %) och jordbruk (17 %). Avrinningsområdet har 0,47 kvadratkilometer vattenytor vilket ger det en sjöprocent på 0,6 %.